# Viktor Beneš (architekt)
Viktor Beneš (19. srpna 1858 Horní Branná – 22. února 1922 Praha-Smíchov) byl rakousko-uherský novobarokní architekt a stavitel českého původu působící koncem 19. a začátkem 20. století, jeden z prvních stavebních podnikatelů v českých zemích, který samostatně navrhoval a stavěl zejména areály průmyslových podniků.
Absolvent stavitelství na české (německé) polytechnice v Praze u Josefa Zítka a Emanuela Ringhoffera, založil vlastní stavební a projekční kancelář v roce 1887. Hlavním oborem podnikání jeho stavební společnosti bylo cukrovarnictví. Jako člen Společnosti pro průmysl chemický v Království českém (od roku 1893) rozšiřoval a obnovoval starší podniky, ale stavěl i nové závody nejen v Čechách, ale i v Uhrách (po roce 1909).
V roce 1921 byl jeho stavební podnik přeměněn na akciovou společnost s názvem Viktor Beneš, akciová stavební společnost, jejímiž zakladateli, kromě architektovy společnosti, byla Banka stavebních živností a průmyslu a Živnostenská banka v Praze. Tato společnost pod nezměněným názvem fungovala i po architektově smrti, a to až do roku 1951.
Od roku 1908 byl dopisujícím členem a od roku 1920 řádným členem Národohospodářského ústavu při České akademii věd a umění v Praze, patřil také mezi zakládající členy České matice technické.
Zemřel roku 1922 a byl pohřben na Olšanských hřbitovech.

## Dílo (výběr)
- Benešov – novobarokní školní kaple gymnázia – v současnosti době je zde školní aula a koncertní sál pojmenovaný jako Síň Josefa Suka.[9] Kaple byla dokončena v roce 1912.[10]
- Bratislava – bytový dům na Námestie SNP č.16. Postavený v roce 1919. Patří mezi slovenské kulturní památky. [11]
- Břeclav – areál Kuffnerova cukrovaru 3145/22 v ulici Národních hrdinů z roku 1894[3][12]
- Osijek (dnešní Chorvatsko) – dělnická bytová kolonie na Jadranské ulici – postaveno začátkem 20. století.[13]
- Praha – společně s Josefem Vejrychem – přestavba Invalidovny po roce 1920, při které došlo k elektrifikaci budovy.[14]

– budova bývalé Německé vysoké školy technické v Praze na Konviktské ulici z roku 1901, dnešní fakulta dopravní ČVUT.
– budovy cukerních rafinérií z roku 1894 v Cukrovarské ulici čp. 957 v Praze-Čakovicích pro rodinu Schoellerů.
– bývalá Nová budova c.k. knihoskladu na Ostrovní ulici č.p. 126 z roku 1900.
– nájemní dům Jaroslava Daneše na Národní třídě č.p. 340 z roku 1913. Budova byla postavena ve stylu geometrické secese a doplněná novobarokním dekorem. Na výzdobě spolupracoval také architekt Emil Králíček, sochařské práce prováděl Antonín Waigant
– vlastní vila v ulici Nad Výšinkou v Praze 5 – vydán demoliční výměr
- Slatiňany – cukrovar z let 1916–1918 (Knížete Františka Josefa Auersperga továrna na cukr[16]).[17]

- Trebišov – cukrovar z roku 1911–1912. Firma Viktora Beneše také naprojektovala další k cukrovaru spadající objekty: byty úředníků a pracovníků, společenské středisko, kantýna, závodní nemocnice.[18] V současné době už neexistuje.

### Nerealizováno
- Praha – návrh na přestavbu staré budovy Staroměstské radnice.

– společně s Josefem Pospíšilem – novobarokní návrh novostavby druhé pražské radnice. Soutěž vyhrál architekt Osvald Polívka.

## Zajímavosti
- Přispíval na činnosti českých muzejních spolků. V období mezi 1. červnem 1896 a 31. říjnem 1897 přispěl 10 zlatými na chod Národopisného muzea českoslovanského, které od roku 1901 sídlí v Letohrádku Kinských.[19] V roce 1909 pak na pořízení muzejní budovy Vlasteneckému spolku muzejnímu v Olomouci přispěl 4 Koruny.[20]
- Muzeum Českého krasu v Berouně vlastní ověřenou kopii stavebního plánu na obytnou budovu při velkostatku Josefa Šebestiána Daubka z Litně. Plán pochází z října 1899 a Viktor Beneš je na něm podepsaný.[21]

## Galerie

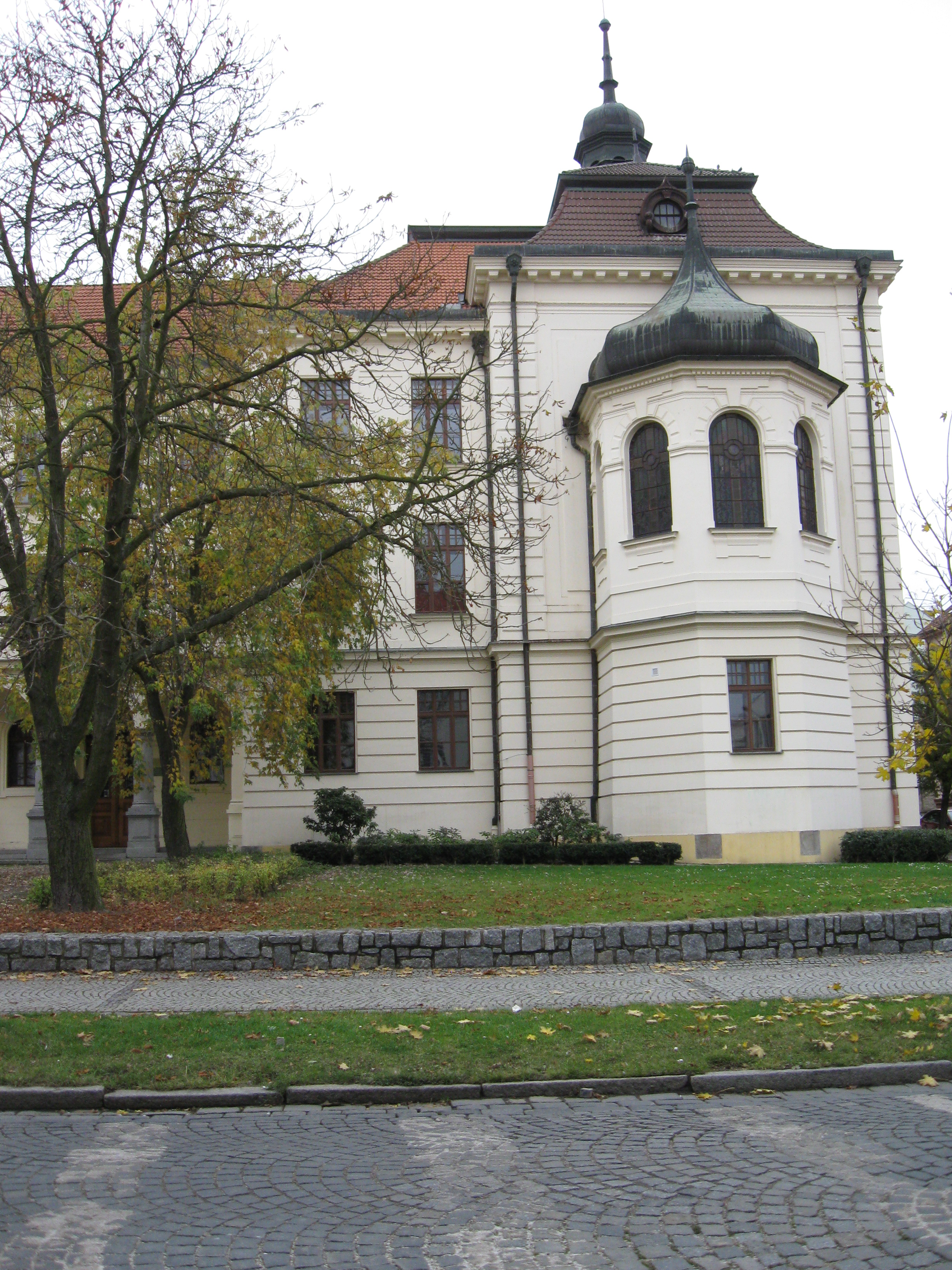
Bývalá školní kaple gymnázia Benešov
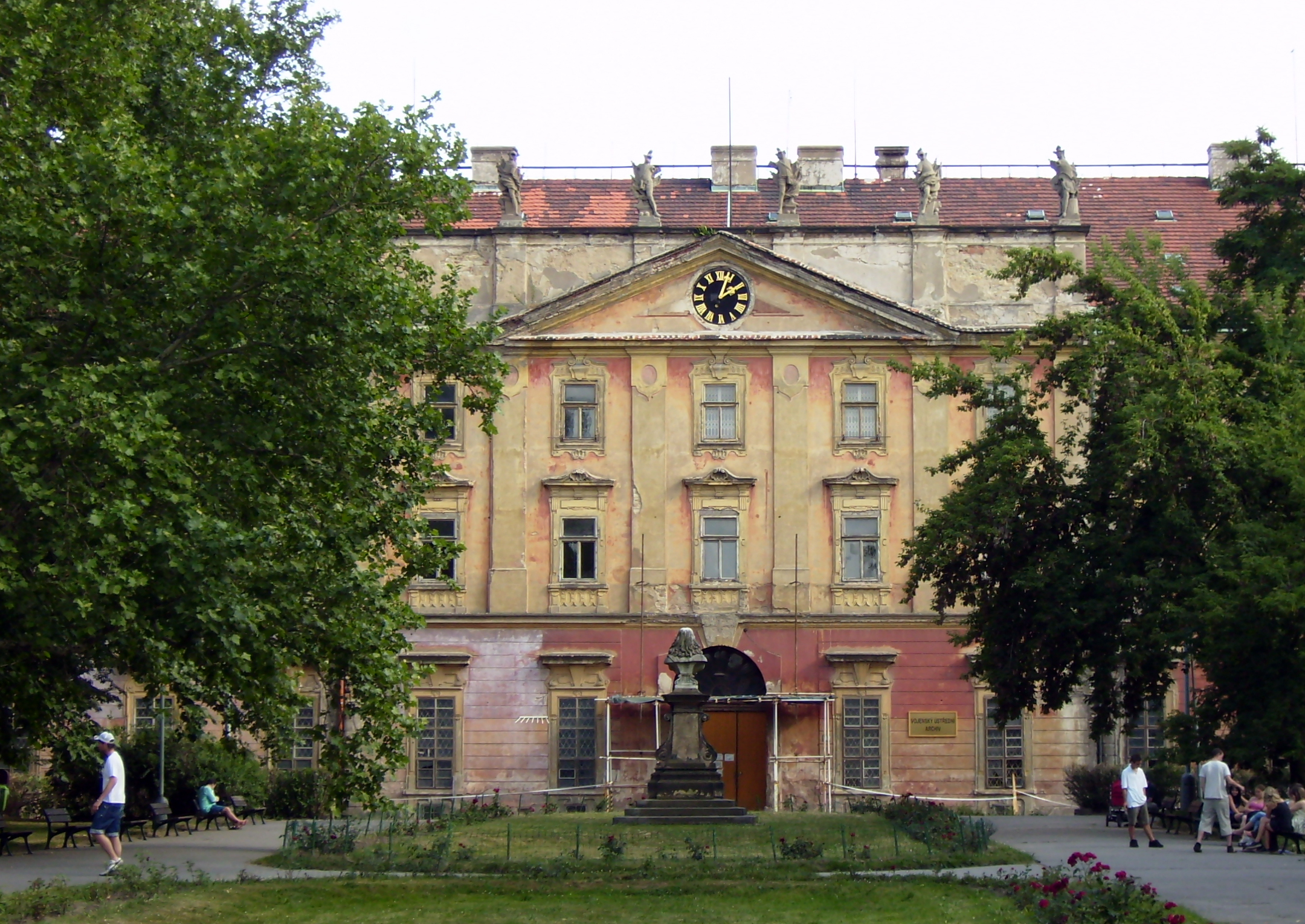
Pražská invalidovna
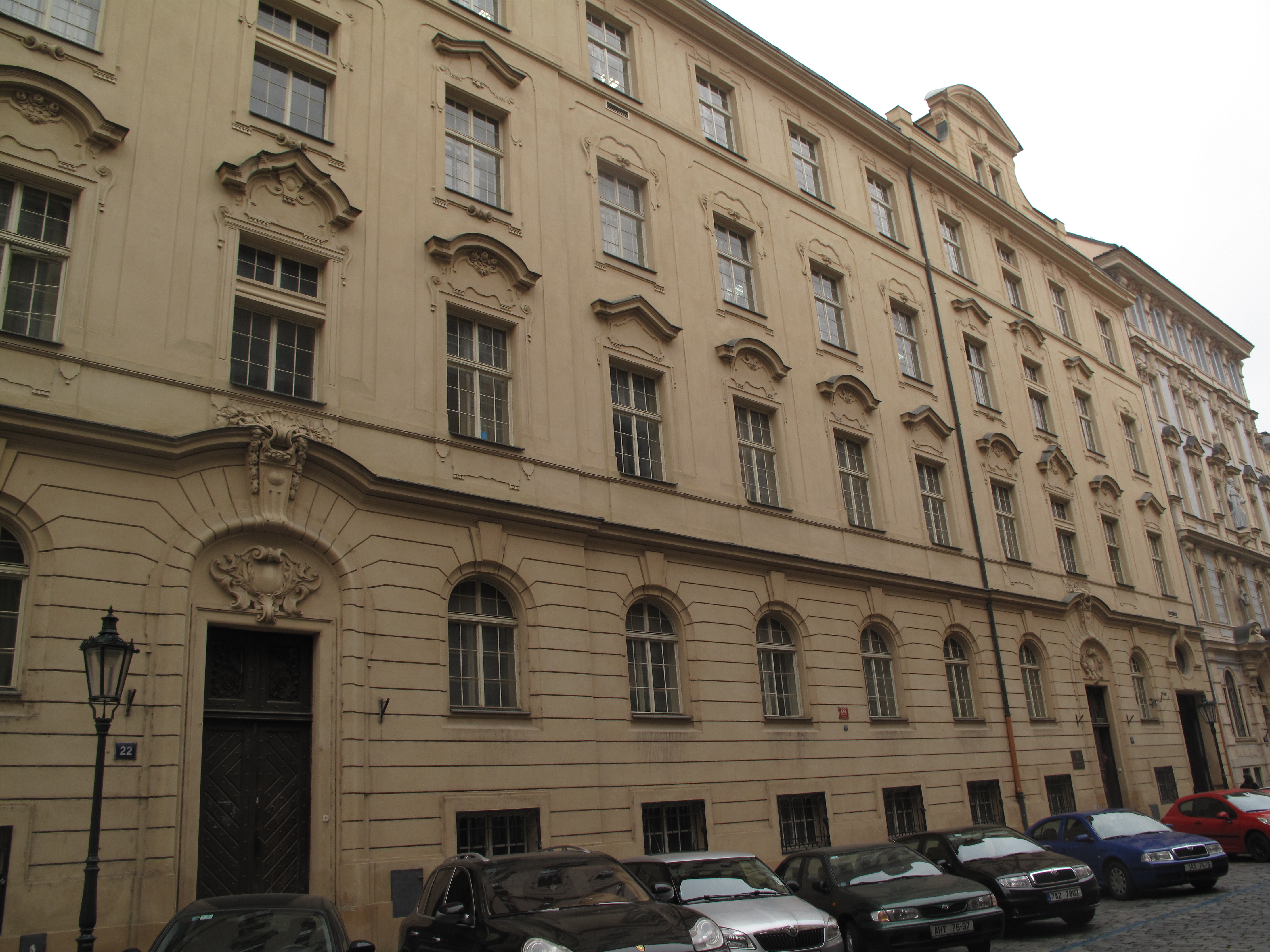
Bývalá německá technika na Konviktské ulici v Praze
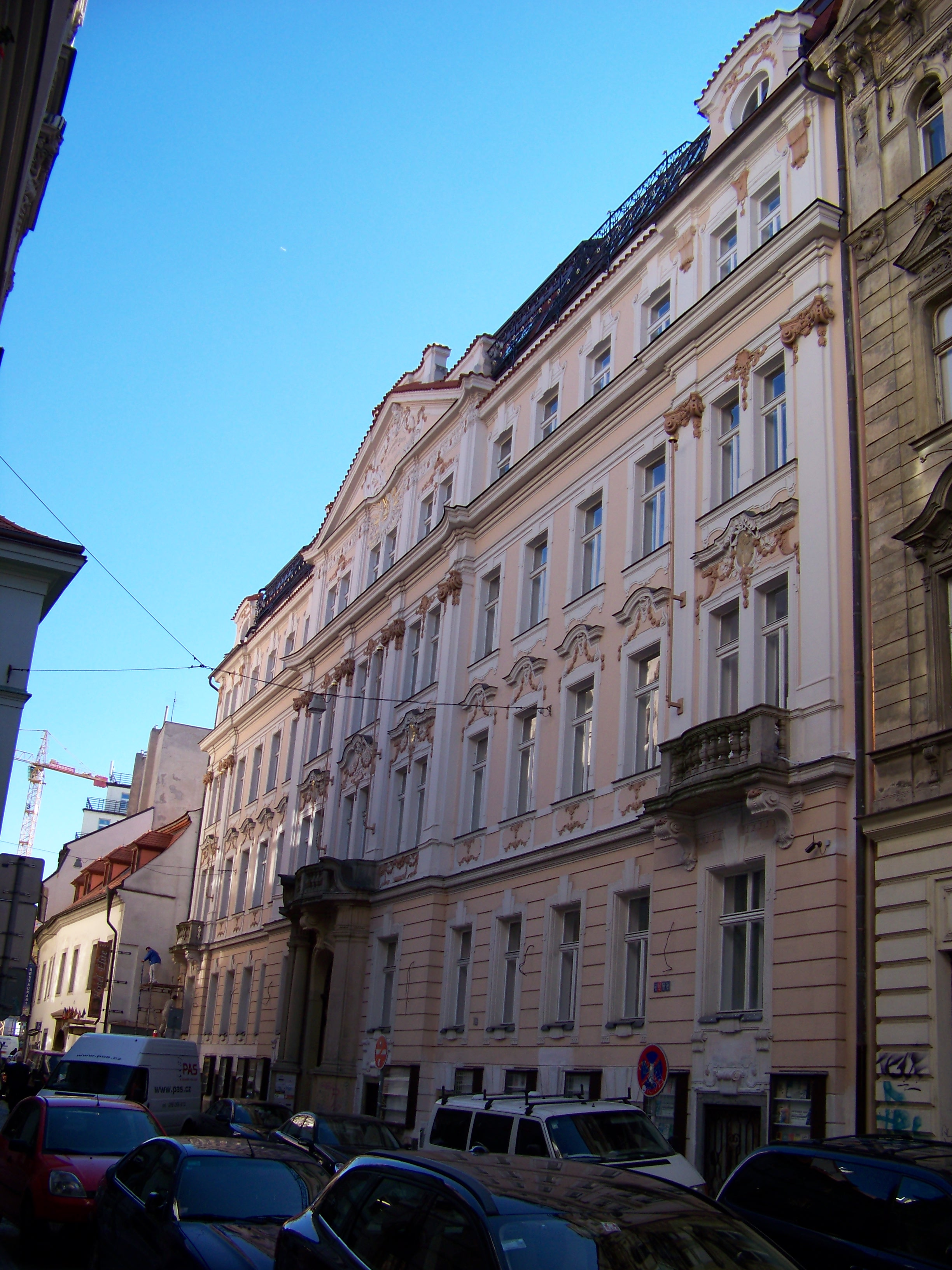
Bývalá Nová budova c.k. knihoskladu v Praze
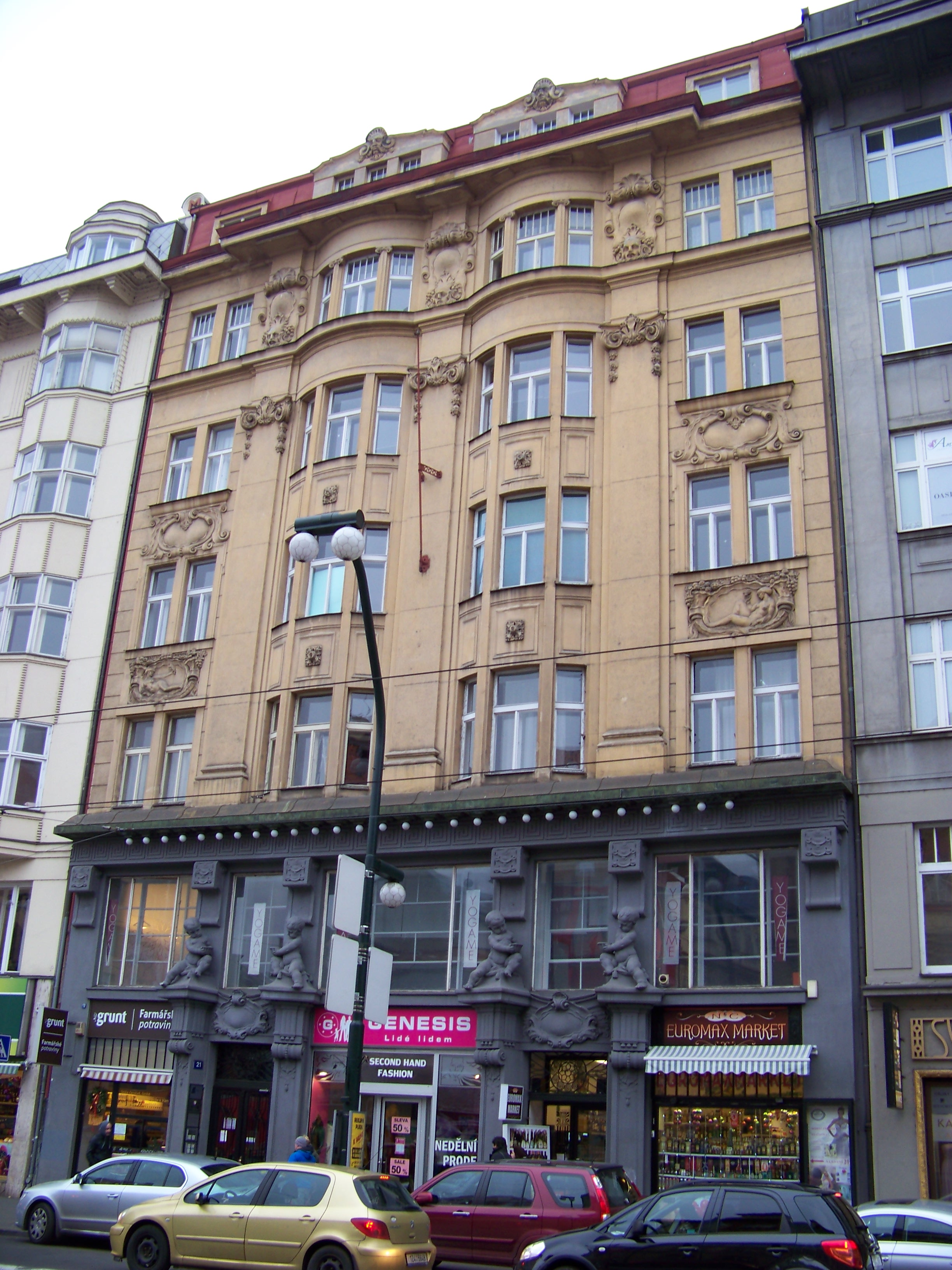
Nájemní dům Jaroslava Daneše